# Robert M. Price

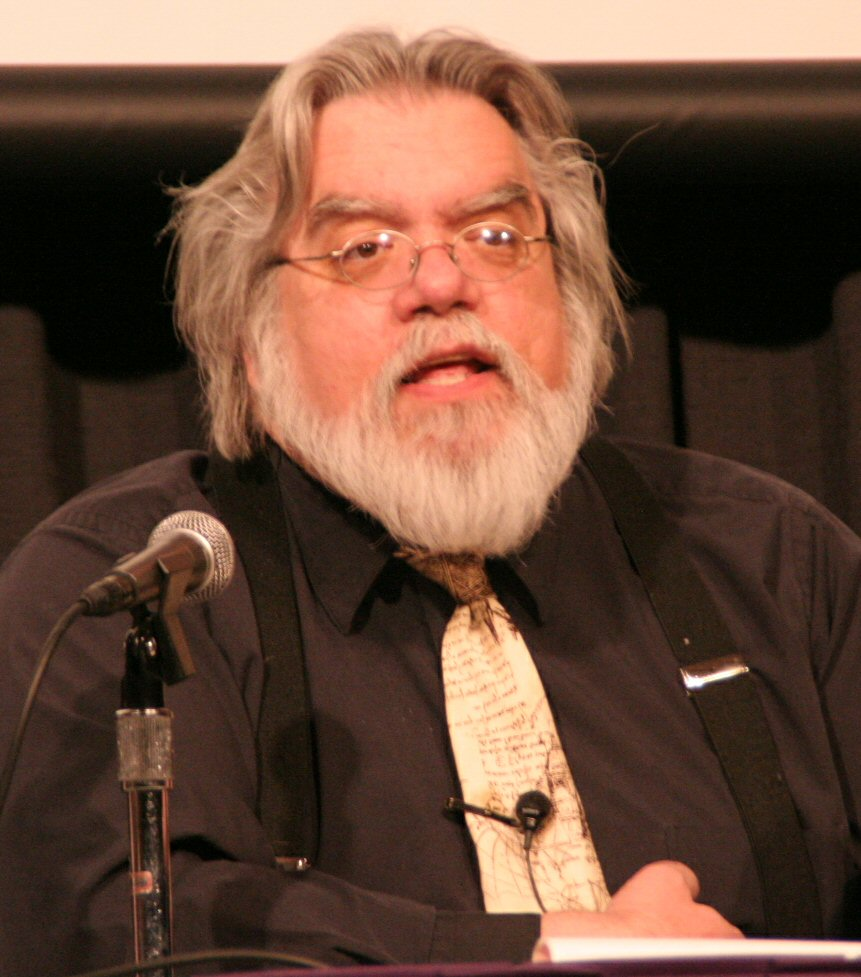
Robert M. Price

Robert McNair Price (* 7. Juli 1954) ist ein US-amerikanischer Theologe, der seit 1993 die Jesus-Mythos-Theorie vertritt. Er ist Professor für Bibelkritik am Center for Inquiry in Amherst (New York).

## Leben
Price wuchs in New Jersey auf. Er wurde früh Mitglied der Baptisten und leitete eine christliche Studentengemeinde am Montclair State College. Ab 1977 studierte er Theologie am Gordon-Conwell Theological Seminary und wurde ein liberaler Theologe im Gefolge von Paul Tillich. 1981 wurde er als systematischer Theologe, 1993 im Fach Neues Testament an der Drew University promoviert. Dazwischen gab er einige Jahre Religionsunterricht am Mount Olive College in North Carolina und war Pastor einer Baptistengemeinde in Montclair (New Jersey). Aufgrund seiner Lektüre kritischer Denker des 19. Jahrhunderts wuchsen seine Zweifel an der liberalen Theologie, so dass er sein Pastorenamt 1994 aufgab.
Sechs Jahre lang leitete Robert Price mit seiner Ehefrau eine private Freikirche. Im Jahr 2000 zog er nach North Carolina und wurde dort Mitglied der Episcopal Church. Price veröffentlichte eine Reihe von Büchern, die die Historizität von Jesus von Nazaret und Paulus von Tarsus bestreiten. Er wurde für den Film The God Who Wasn’t There interviewt, der die Jesus-Mythos-These vertritt.
Price beschäftigte sich auch intensiv mit dem von H. P. Lovecraft und anderen Autoren begründeten Cthulhu-Mythos, war Herausgeber der einschlägigen Zeitschrift Crypt of Cthulhu und mehrerer – insbesondere im Chaosium-Verlag – erschienener Bücher zum Thema.

## Werk (Auswahl)
- Beyond Born Again
- The Widow Traditions in Luke-Acts: A Feminist-Critical Scrutiny (ISBN 0-7885-0224-7)
- Deconstructing Jesus (ISBN 1-57392-758-9)
- The Pre-Nicene New Testament (ISBN 1-56085-194-5)
- The Da Vinci Fraud (ISBN 1-59102-348-3)
- The Incredible Shrinking Son of Man (ISBN 1-59102-121-9)
- The Reason Driven Life: What Am I Here on Earth For? (ISBN 1-59102-476-5)
- The Buddha and the Bible
- Jesus Christ Superstar: A Redactional Study of a Modern Gospel
- Inerrant the Wind: The Evangelical Crisis of Biblical Authority
- Paul as Text: The Apostle and the Apocrypha